# Сирил Бойсе
Сирилус Гюстав Емил Бойсе (на нидерландски: Cyrillus Gustave Emile Cyriel Buysse) е фламандски писател.

## Биография
Той е роден на 20 септември 1859 година в Невеле, Източна Фландрия, в заможно семейство. Работи в семейната фабрика за обработка на цикория, но влиза в конфликт с баща си и известно време живее в Съединените щати, а по-късно и в Нидерландия. Започва да се занимава с литература, като пише на нидерландски и става известен с натуралистичния си стил.
Сирил Бойсе умира на 25 юли 1932 година в Афсне, днес част от Гент.
|  | Тази страница частично или изцяло представлява превод на страницата Cyriel Buysse в Уикипедия на английски. Оригиналният текст, както и този превод, са защитени от Лиценза „Криейтив Комънс – Признание – Споделяне на споделеното“, а за съдържание, създадено преди юни 2009 година – от Лиценза за свободна документация на ГНУ. Прегледайте историята на редакциите на оригиналната страница, както и на преводната страница, за да видите списъка на съавторите. ВАЖНО: Този шаблон се отнася единствено до авторските права върху съдържанието на статията. Добавянето му не отменя изискването да се посочват конкретни източници на твърденията, които да бъдат благонадеждни. |

1. 1 2  xx0051003 //   Посетен на 30 август 2020 г.